# ريتشارد إتش بيرنستاين
ريتشارد إتش بيرنستاين (بالإنجليزية: Richard H. Bernstein)‏ هو محامي ومحاضر وقاضي أمريكي، ولد في 9 نوفمبر 1973 في ديترويت في الولايات المتحدة.

## وصلات خارجية
- الموقع الرسمي